# Ursus Minor
Ursus Minor est un groupe musical imaginé par le claviériste Tony Hymas et le producteur Jean Rochard qui a commencé à jouer et enregistrer en janvier 2003. 
Quartet avec Hymas, François Corneloup, Jef Lee Johnson et David King, puis Hymas, Corneloup, Johnson et Stokley Williams puis Hymas, Corneloup, Mike Scott et Williams, Corneloup, Grego Simmons et Williams, le groupe n'a pas de réelles frontières esthétiques mais toutefois un fort penchant pour un partage avec des rappeurs comme Boots Riley, Brother Ali, D' de Kabal, Desdamona, deM atlaS, Crescent Moon, Billie Brelok. Les albums sont publiés sur la collection Hope Street de la maison de disques nato et produits par Jean Rochard.

## Biographie

### Prémices 2000-2003
En juillet de l'an 2000, le lendemain d'un concert du collectif Los Incontrolados au festival Jazz à Luz de Luz-Saint-Sauveur, le claviériste Tony Hymas et le producteur des disques Jean Rochard se réunissent pour discuter de la création d'un nouveau groupe. Le souvenir de The Lonely Bears indique rapidement un quartet et le premier nom qui s'impose est celui du saxophoniste François Corneloup (également présent dans le concert de Los Incontrolados). En parlant aussi de la beauté du ciel dans les Pyrénées, vient rapidement le nom, à la suggestion du nom de la grande ourse par Jean Rochard. Hymas réplique : « la petite pour commencer ». Le nom choisi sera donc Ursus Minor. 
La particularité immédiatement définie du groupe est qu'il sera volontiers un lieu d'invitation pour d'autres musiciens, chanteurs ou rappeurs. Les deux années suivantes, on réfléchit aux deux autres musiciens. Lors d'un concert du projet Minneapolis de Michel Portal, Jef Lee Johnson (que Jean Rochard a enregistré en 2001 avec Sonny Thompson et Michael Bland sous le nom de News from the Jungle) remplace Vernon Reid, ce qui est l'occasion pour Tony Hymas de le rencontrer et jouer avec lui. La décision est immédiate. Le batteur David King sera retenu après avoir été remarqué dans Happy Apple (Jean Rochard est en 2002 le producteur de Youth Oriented, le premier album du groupe pour Universal). Grâce à la complicité du festival Sons d'hiver s'élabore alors l'idée de deux soirées en janvier 2003 qui seront précédées d'un enregistrement.

### Formation et débuts 2003-2005
Ursus Minor se forme début janvier 2003 au studio de répétition Campus à Paris. Le premier projet réunit le quartet auquel s'adjoignent la chanteuse Ada Dyer, les rappeurs Boots Riley, M1 et Umi (de Dead Prez), D' de Kabal et Spike (ces deux derniers ayant été de l'expérience Los Incontrolados à Sons d'hiver en 1999) et le guitariste Jeff Beck un familier de Tony Hymas. Le code de rassemblement énoncé est « Comment entrer dans le XXIe siècle sans perdre la mémoire » qui restera une définition de l'esprit musical et politique d'Ursus Minor. L'ensemble enregistrera aux Studios de la Seine à Paris et se produira à Sons d'hiver, Théâtre Romain Rolland de Villejuif les 18 et 19 janvier. En 2004, le groupe joue en quartet aux festivals Minnesota-sur-Seine (à Minneapolis) et Sons d'hiver. Les difficultés de recherche d'un nouveau distributeur retardent la sortie de l'album intitulé Zugzwang qui s'effectuera au printemps 2005. La réception est bonne[réf. nécessaire] et Frédéric Goaty dans Jazz Magazine écrit : « Rarement l’on avait vu musique prendre à ce point possession de son auditoire, le désorienter, l’irriter, l’enthousiasmer : le faire vivre (...). Le plus important, le plus émouvant même, est que des musiciens venus d’horizons a priori différents aient pu dialoguer, partager, nous parler d’amour, douter, allumer George W. Bush, jouer et créer ensemble quelque chose de tout simplement différent » et « Zugzwang est le disque de « Jazz mais pas que » le plus osé paru ces dernières années. Sera-t-il au jazz ce que London Calling de The Clash fut naguère au rock ou Fear of a black Planet de Public Enemy au hip hop ? L'avenir le dira. En attendant et au risque de se répéter, ne passez pas à côté. »

### Deuxième période 2005-2008
La grande popularité du trio The Bad Plus rend rapidement indisponible le batteur David King. C'est Stokley Williams, vu à Minneapolis par Jean Rochard dans un hommage à Jimi Hendrix, qui est choisi pour le remplacer. Le premier concert de cette nouvelle mouture d'Ursus Minor a lieu à l'Europa Jazz Festival du Mans le 1er mai 2005. À la suite d'un problème aérien, Stokley Williams arrive une trentaine minutes avant le concert. Aucun des trois musiciens ne l'a alors rencontré. Une photographie de groupe de Guy Le Querrec et une rapide répétition parlée précèdent un concert où Stokley Williams s'intègre parfaitement. De plus il chante (il est membre de Mint Condition). Le lendemain, ils enregistrent de façon informelle pour une séance que l'on retrouvera en partie dans le second album Nucular. Le groupe joue l'été suivant à Paris puis à Luz-Saint-Sauveur et effectue une tournée française en novembre (Lyon - où Simon Goubert remplace Stokley Williams empêché), Montluçon, Tours, Poitiers, Nantes, Brest, Lorient, Langonnet, Argenteuil). Les séances de Nucular se poursuivent filmées par la réalisatrice Liria Bégéja. En octobre, un concert au Triple Rock de Minneapolis a vu le groupe renouer avec la pratique des invitations avec les rappeurs Brother Ali, Eyedea, D' de Kabal et Spike. Décembre 2005, le groupe enregistre la musique originale du film de Jean Marbœuf Coup de Sang avec la chanson Deeper Still. En 2006, le groupe joue avec Brother Ali à Sons d'hiver ainsi qu'à Paris (festival de La Villette) et Minneapolis (Umar Bin Hassan des Last Poets sera invité sur un titre). Le quartet tourne en France (Paris, Angers, Uzeste - où il jammera avec Bernard Lubat, Fabrice Viera et Yves Carbonne). À Treignac, la rencontre du festival Kind of Belou verra la naissance d'un rapport étroit qui se développera entre le groupe et ce festival. L'album Nucular en quartet avec Brother Ali en invité sort à l'automne 2006. 2008, le groupe se retrouve à Minneapolis avec les rappeurs du groupe La Rumeur et effectue une brève tournée d'été à Angers, Paris et Châlons-en-Champagne. À l'issue de ce concert Jef Lee Johnson quitte le groupe pour se consacrer à son trio.

### Troisième période 2009-2012
Les 5 et 7 mai 2009, la troisième formation d'Ursus Minor se présente à Strasbourg et Paris avec son nouveau guitariste Mike Scott. En 2010, Ursus Minor est à nouveau l'invité de Sons d'hiver et invite les rappeurs Desdamona et Boots Riley. Ces deux derniers enregistrent également 4 titres au studio Pigalle pour un nouvel album qui sera complété au Creation Audio, studio de Minneapolis l'été suivant. Ursus Minor participera à la Block Party du Black Dog avec Desdamona, Eyedea, Kristoff Krane. I will not take 'but' for an answer dont le titre est une référence à Langston Hughes (une chanson lui est d'ailleurs consacrée) sort à l'automne 2010 précédent une tournée en France avec Boots Riley et Desdamona (Bordeaux, Poitiers, Paris, Saint Martin des Champs (près de Molaix), Carhaix, Langonnet, Saint-Pol-de-Léon, Brest, Rennes). Été 2011, concerts à Luxey et La Tour-d'Aigues avec Boots Riley et Desdamona (Q remplace Stokley Williams indisponible pour ces deux dates) puis à l'automne, également avec Desdamona et Boots Riley) à Reims, Saint-Brieuc, Paris, Gennevilliers, Limoges, Saint-Nazaire - Ezra Brown jouera un titre en rappel). Le 11 février 2012, Ursus Minor offrira à Sons d'hiver un concert dédié à Howard Zinn avec Boots Riley, Desdamona, Mahmoud El kati et Ada Dyer de retour. Le rappel sera également l'occasion de retrouver La Rumeur, Carnage the Executioner, Moon et Mehdi Crinière. Ce sera le dernier concert avec Mike Scott reparti dans le groupe de Prince.

### Quatrième période 2013 - 2016
C'est un jeune guitariste de Oakland (Californie) Grego Simmons, qui devient le guitariste du groupe. Une première tournée est fixée au printemps 2013 avec Desdamona et Ada Dyer. Pour les premiers concerts, Patrick Dorcean remplace Stokley Williams retenu par Mint Condition (Langonnet, Laon, La Ferté-Alais, Tours, Bordeaux, Poitiers, Châteaulin (Run ar Puns), Lyon) puis Stokley assure la suite de la tournée (Dijon, Nantes, Argenteuil). Été 2013, le groupe joue avec Desdamona à la ZAD de Notre-Dame-des-Landes en soutien à la lutte contre le projet d'aéroport du Grand Ouest. Le morceau d'Hamon Martin et Sylvain GirO Notre Dame des Oiseaux de fer est déjà inscrit au répertoire depuis le printemps. Le morceau Zad Song co-écrit par Tony Hymas et Desdamona en résultera. À l'été 2015, Ursus Minor s'installe à Treignac pour l'enregistrement de son quatrième opus What Matters Now. Les invités sont nombreux : deM atlaS, Desdamona et Ada Dyer, mais aussi Dominique Pifarély, Le Bénéfice du doute, Patrick Dorcean, Frédéric Pierrot, Manon Glibert, Anna Mazaud, Bernat Combi, Léo Remke-Rochard. On y trouve aussi des apparitions de Serge Quadruppani, Sylvain GirO, Julia Robin, Christelle Raffaëlli et Dexter Sacco. Le groupe joue deux fois au festival Kind of Belou ainsi qu'au Magasin Général de Tarnac en version réduite. On le retrouve ensuite en 2016 avec comme seule invitée Desdamona à Peillac (avec le Bénéfice du doute pour Zad Song), à Paris puis à Tulle et pour célébrer la sortie du disque What Matters Now, et lors d'un impromptu à Treignac (avec la reproduction géante de la couverture du disque en chocolat effectuée par des apprentis pâtissiers de Tulle). 
La réception de la presse est enthousiaste. Jean-Jacques Birgé dans Mediapart écrit : « Il clame l'urgence, en chansons soul ou funky, et ses instrumentaux nous électrisent... Fantastique. (…) Le nouvel album d'Ursus Minor est un chef-d'œuvre... », Louis-Julien Nicolaou dans Les Inrocks :  « Plus qu’un album d’ailleurs, un objet musical, littéraire, graphique, photographique et contestataire, une manifestation ouverte à tous où rêver, réfléchir et s’exprimer pour façonner de nouveaux devenirs, chimériques ou possibles. » et Francis Marmande dans Le Monde : « Le collectif Ursus Minor ne joue ni jazz fonctionnel ni fonctionnaire, encore moins java tout va. Il joue pour l’avenir (What About Tomorrow). Il ne se fantasme pas en association de solistes, mais se voit en rouages, combinaisons, bricoleurs de la dynamique d’ensemble. Réussite totale. ». L'album sera l'un des 5 albums de l'année dans ce quotidien. Le vidéaste Keru (groupe GROIX) réalise un clip de la chanson Zad Song mis en ligne en janvier 2017.

### Cinquième période 2018
Le 28 janvier et le 3 février 2018, le groupe revient sur la scène de Sons d'Hiver à Choisy-le-Roi et de la Fraternelle à Saint Claude avec, en remplacement de Stokley Williams alors en tournée pour son projet solo, le batteur Rodney Ruckus et invite le rappeur Crescent Moon (du groupe Kill the Vultures). Hervé Samb est l'invité d'un soir à Douarnenez le 28 juillet avec Crescent Moon, Hymas, Corneloup et Ruckus puis le 2 septembre à Nantes aux Rendez-Vous de l'Erdre, le quartet accueille comme nouveau guitariste Marcus Machado et invite la rappeuse Billie Brelok. 

## Membres
- Tony Hymas : claviers, piano, voix
- Marcus Machado : guitare
- François Corneloup : saxophones baryton et soprano
- Stokley Williams : batterie, chant
- Jef Lee Johnson : guitare (2003-2008)
- David King : batterie (2003-2004)
- Mike Scott : guitare (2009-2012)
- Grego Simmons : guitare (2013-2018)

### Membres remplaçants
- Q : batterie (tournée été 2011)
- Patrick Dorcéan : batterie (première partie tournée printemps 2013 - concert à Notre-Dame-des-Landes été 2013 - premier concert à Treignac été 2015)
- Rodney Ruckus : batterie (concerts de 2018 à Sons d'Hiver et 3 février à Saint-Claude, à Douarnenez le 28 juillet et à Nantes le 2 septembre)
- Hervé Samb : guitare (concert du 28 juillet 2018 à Douarnenez)

### Invités
Sur disque et sur scène : Boots Riley, M1 (Dead Prez), Umi (Dead Prez), Jeff Beck, Ada Dyer, D' de Kabal, Spike, Brother Ali, Eyedea, deM atlaS, Desdamona, Dominique Pifarély, Patrick Dorcean, Le Bénéfice du doute
Sur scène : Crescent Moon, Billie Brelok, La Rumeur, Kristoff Krane, Simon Goubert, Ezra Brown, Umar Bin Hassan, Bernard Lubat, Fabrice Viera, Yves Carbone, Moon, Carnage The Executioner, Mehdi Crinière, Sylvain GirO, Krismenn 
Sur disque : Elsa Birgé, Régis Huby, Guillaume Roy, Irène Lecoq, Sarah Veillan, Monica Brett-Crowther, Frédéric Pierrot, Manon Glibert, Anna Mazaud, Bernat Combi, Léo Remke-Rochard

## Discographie
- Zugzwang (hope street - nato 2005)
- Nucular (hope street - nato 2006)
- I Will Not Take But For An Answer (hope street - nato 2010)
- What Matters Now (hope street - nato 2016)
- Coup de sang (musique originale du film / cinénato - 2007)
- Le Chronatoscaphe (un titre inédit - nato 2005)
- Vol pour Sidney (retour) (deux titres - nato 2021)